# Jankenman
Jankenman (ジャンケンマン) est un anime produit par Ashi Productions sorti en 1991.

## Jeu vidéo
- 1991 : Jankenman (Game Boy)